# Prometeo (fribrottare)
Prometeo, född 2 december 1993 i Monterrey i Nuevo León, är en mexikansk fribrottare. Prometeo brottas sedan 2022 i Mexikos största fribrottningsförbund, Lucha Libre AAA Worldwide och är en del av gruppen Los Mismos de Siempre (De vanliga misstänkta) med Kratoz. Han tränades av Hechicero, Arkángel och Garringo. Han brottades tidigare under namnet Kamikaze.
Los Mismos de Siempre innehar titeln Indy Revolution Parejas, lagtiteln i förbundet Indy Revolution som samarbetar med AAA.
Prometeo brottas iförd en fribrottningsmask och hans identitet är inte känd av allmänheten, vilket är vanligt inom lucha libre.